# Дмитрієвський Олексій Опанасович
Дмитрієвський Олексій Опанасович (нар. 23 березня (4 квітня) 1856, Астрахань — 10 серпня 1929, Санкт-Петербург
) — історик-літургіст, знавець грецької палеографії та книгарства. Член Петербурзької АН (1903), почесний член Київської (1907), Казанської (1912), Петербурзької та Московської (1914) духовних академій. Член-кореспондент АН СРСР (1923).

## Життєпис
Народився в Астрахані у родині священика. Закінчив Астраханську духовну семінарію та Астраханську духовну академію.
З 1883 року — асистент кафедри літургіки Київської духовної академії, з 1896 року — професор. Здійснив низку поїздок до Греції, Стамбула, Близького Сходу, країн Західної Європи, де вивчав давньогрецькі рукописи. Автор класичних праць із літургіки та описів грецької богослужбової літургіки. Останні роки життя провів у Ленінграді, викладав у Богословській школі. Особистий архів і колекція рукописів зберігаються в Санкт-Петербурзі (Бібліотека Російської АН, Російська національна бібліотека).
Помер у Ленінграді.